# Nicolaas Smit
Pour les articles homonymes, voir Nicolaas Smit et Smit.
Pas d'image ? Cliquez ici

a Compétitions nationales et continentales officielles uniquement.

Dernière mise à jour le 4 avril 2023.
Nicolaas Smit, dit Nicky Smit, né le 30 octobre 1979 à Worcester (Afrique du Sud) et mort le 13 novembre 2014 à Massy (France), est un joueur de rugby à XV sud-africain qui évoluait au poste de deuxième ligne au sein de l'effectif du Rugby club Massy Essonne (1,99 m pour 116 kg).

## Biographie
Après une carrière en Afrique du Sud, son pays natal, Nicky Smit rejoint l'équipe française du RC Toulon en 2005. Après deux saisons, il rejoint le RC Massy en Fédérale 1.
Affecté par une tumeur cérébrale en 2012, alors qu'il est joueur de Massy, Nicky Smit décède deux ans plus tard dans sa ville d'adoption,.

## Carrière
- 2001 : Mighty Elephants (Vodacom Cup & Bankfin Currie Cup)  Afrique du Sud
- 2002 : Border Bulldogs (Vodacom Cup)  Afrique du Sud
- 2003-2005 : Boland Cavaliers  Afrique du Sud
- 2005-2007 : RC Toulon (Top 14 puis Pro D2)  France
- 2007-2012 : RC Massy (Fédérale 1)  France
- 2012 : Entraineur des Espoirs (moins de 19 ans) de RC Massy

## Palmarès
- Universitaire Sud Africain en 2000